# Antonio Sentmenat y Cartella
Antonino Sentmanat de Cartellá o Antonio de Sentmenat y Cartellá (Barcelona, 21 de abril de 1734-Aranjuez, 14 de abril de 1806), cardenal español del siglo XVIII y principios XIX.  

## Biografía
Era hijo menor de Juan Manuel de Sentmenat-Oms de Santapau y de Oms, III marqués de Castelldosríus grande de España, XIX barón de Santa Pau, valvasallo de Montescot, señor de Oms y Canyamars y castellano de Anglés, y de su esposa María Ana de Cartellá. Sentmenat y Cartellá fue auditor de la Rota romana en 1774. Fue elegido obispo de Ávila en 1783. Fue consagrado obispo en Roma, tomó posesión de su diócesis por poderes y nunca puso los pies en ella. Fue creado patriarca de las Indias Occidentales en 1784. Además fue limosnero y capellán del rey de España. El papa Pío VI lo creó cardenal presbítero en el consistorio del 30 de marzo de 1789, aunque nunca fue a Roma para recibir el birrete y el título. Sentmenat y Cartellá tampoco participó en el cónclave de 1799-1800 en Venecia del que salió elegido Pío VIII, por lo que algunos historiadores han insinuado que quizás fue desposeído del cardenalato por abandonismo.